# فرناند ليجيه
فرناند ليجيه (بالفرنسية: Fernand Léger)‏ رسام فرنسي ولد في مدينة أورن عام 1881، ابتكر أسلوبًا مميزًا يعكس التقنية الحديثة. تظهر لوحاته الأولى تأثره بالرسام الفرنسي بول سيزان وبالحركة التكعيبية.
مع بدايته في أوائل الأربعينيات من القرن العشرين، كان ليجيه يحيط أشكاله بخطوط سوداء داكنة، مما أعطى تلك الصور بساطة أشبه بالملصقات. وفي بعض رسوماته اللاحقة رسم أشكالاً وأشياء تخطيطية فوق أشكال تجريدية ملونة.

## روابط خارجية
- فرناند ليجيه على موقع IMDb (الإنجليزية)
- فرناند ليجيه على موقع الموسوعة البريطانية (الإنجليزية)
- فرناند ليجيه على موقع مونزينجر (الألمانية)
- فرناند ليجيه على موقع ألو سيني (الفرنسية)
- فرناند ليجيه على موقع أول موفي (الإنجليزية)
- فرناند ليجيه على موقع قاعدة بيانات الأفلام السويدية (السويدية)
- فرناند ليجيه على موقع ديسكوغز (الإنجليزية)
- فرناند ليجيه على موقع قاعدة بيانات الفيلم (الإنجليزية)
- فرناند ليجيه على موقع كينوبويسك (الروسية)